# Кириченко Микола Олексійович
Микола Олексійович Кириченко (нар. 6 березня 1959, с. Хмелів, Роменський район, Сумська область) — український політик, доцент (1997), магістр педагогічних наук (1996); колишній народний депутат України, ректор Університету менеджменту освіти Національної академії педагогічних наук України, член-кореспондент Академії наук вищої освіти України, доктор філософії, професор кафедри філософії і освіти дорослих, державний   службовець 1  рангу, дійсний член (академік) Міжнародної  академії  культури, безпеки, екології та здоров'я.

## Життєпис
Народився 6 березня 1959 року в селі Хмелів, Роменський район, Сумська область. Батько Олексій Іванович (1935) і мати Віра Іванівна (1937) - пенс.; дочки Вікторія (1980) і Валентина (1987).

## Освіта
Лебединське педагогічне училище ім. А.С. Макаренка;
Полтавський державний педагогічний інститут, історичний факультет (1979-1983), вчитель історії і права; 
Національна юридична академія України імені Ярослава Мудрого (1994-1999), юрист, правознавець;
магістратура Центрального інституту післядипломної педагогічної освіти НАПедН України.

## Політична діяльність
03.2006 канд. в нар. деп. України від Виборчого блоку політичних партій Бориса Олійника та Михайла Сироти, № 10 в списку. На час виборів: керівник програми "Газ-вода в кредит", член ТПУ.
Народний депутат України 3-го скликання 03.1998-04.2002, виб. окр. № 151, Полтавська область. На час виборів: нар. деп. України, член КПУ. Член фракції КПУ (05.1998-02.2000), член групи «Трудова Україна» (з 02.2000). Член Комітету у закордонних справах і зв'язках з СНД (з 09.1998), голова підкомітету з питань співробітництва з країнами СНД Комітету у закордонних справах; представник ВР України в Міжпарламентський асамблеї СНД, заступник генерального секретаря Ради Міжпарламентської асамблеї СНД (з 04.1999).
Народний депутат України 2-го скликання 04.1994 (2-й тур) до 05.1998, Лохвицький виб. окр. № 329, Полтав. обл., висун. КПУ. Член Комітету у закордонних справах і зв'язках з СНД. Член фракції СПУ і СелПУ. На час виборів: Пирятинська райдержадміністрація, завідувач методичного кабінету відділу освіти.

## Біографія
- 1974-1978 - учень, Лебединське педагогічне училище ім. А.Макаренка.
- 1978-1979 - учитель початкових класів, Лавська 8-річна школа Сосницького району Чернігівської області.
- 1979-1983 - студент, Полтавський державний педагогічний інститут.
- 08.1983-10.1987 - вчитель, заступник директора, директор, Давидівська СШ Пирятинського району.
- 11.1987-10.1991 - інструктор, завідувач оргвідділу, член бюро, Пирятинський райком КПУ.
- 11.1991-05.1994 - інспектор, завідувач методичної служби, завідувач центру практичної психології, Пирятинський районний відділ освіти.
- 03.1990-06.1994 - голова постійної комісії мандатної та депутатської діяльності і етики, Пирятинська райрада народних депутатів.

## Нагороди та відзнаки
- 2002 - Почесна  грамота  Кабінету  Міністрів  України

- Почесна грамота Департаменту освіти і науки Київської міської державної адміністрації

- Почесна грамота Ради Міжпарламентської Асамблеї

- 2017 - нагороджений  орденом   "За  заслуги"  III  ступеня", за  вагомий особистий внесок у розвиток національної освіти, багаторічну плідну науково-педагогічну діяльність та високий професіоналізм

- 2018 - Медаль "Ушинський К. Д." Національної  академії педагогічних наук України та Почесною Грамотою КМДА;

- Медаль ім. Івана Крип'якевича Національної академії наук вищої освіти України

- 2018 - Золота медаль "М. П. Драгоманов" Національного педагогічного університету імені М.П. Драгоманова

- 2019  – нагороджено медаллю «Народна шана українським науковцям» Національної академії наук України

- 2019 - Грамота Верховної Ради України "За заслуги перед Українським народом"

- 2019 - Почесна грамота Національної академії педагогічних наук України

- 2023 – нагороджено Подякою Міністерства освіти і науки України

- 2023 - Нагрудний знак Командувача об'єднаних сил  Збройних Сил України "За службу та звитягу" III ступеня

- 2024 - присвоєно  почесне  звання  "Заслужений  працівник   освіти   України"

- 2024 - Медаль "Володимир Мономах" Національної академії педагогічних наук України[2].

За  активну  роботу в різних сферах діяльності  має  Грамоти  та  Подяки  Міністерства освіти і науки України,  Міністерства внутрішніх справ України,  Державного комітету України по земельних ресурсах,  Київської міської кваліфікаційно-дисциплінарної комісії адвокатури,  ряду обласних та районних органів місцевої влади та самоврядування і органів управління освітою, навчальних та освітніх закладів,  Всеукраїнських та регіональних громадських спілок та організацій, Грамоту Всесвітнього Комітету третього тисячоліття  та  Відзнаку Петербурзького економічного форуму,  Іменні  нагороди  Міністра освіти і науки України  та  Київської  міської  державної  адміністрації і Київського  міського  голови.

## Захоплення
політика, практична психологія, право.